# Kolemjdoucí
Kolemjdoucí (ve francouzském originále Le Pasant) je opéra comique (autorským označením „opera ve verších“) o jednom dějství francouzského skladatele Émila Paladilha na libreto Françoise Coppéa podle jeho veršované hry. Poprvé byla provedena 24. dubna 1872 v pařížském divadle Théâtre national de l'Opéra-Comique.

## Vznik, charakteristika a historie opery
Émile Paladilhe již v dětských letech prokazoval pianistický a kompoziční talent, již v deseti letech nastoupil na Pařížskou konzervatoř a roku 1860 se stal nejmladším nositelem Římské ceny v oboru hudební skladby. Na jeho kariéru proto byla velká očekávání. Mladý skladatel na sebe upozornil poprvé melodií Mandolinata z roku 1868 (napsal ji údajně cestou vlakem do Itálie), která se rychle rozšířila po celé Evropě.
Základem pro první operu Émila Paladilha byla stejnojmenná veršovaná jednoaktová hra pro dvě osoby Françoise Coppéa (1842–1908), která měla 14. ledna 1869 premiéru v divadle Théâtre de l'Odéon v podání velkých hereček Sarah Bernhardtové v roli Zanetta a Agar (Marie-Léonide Charvin) v roli Silvie. Coppée pro skladatele upravil svou hru na libreto (především pomocí škrtů). Jedná se spíše o psychologickou lyrickou scénu, o ději v pravém slova smyslu nelze mluvit. Italské dějiště umožnilo Paladilhovi, aby do skromné partitury – pouhých šest hudebních čísel, i když poslední z nich, duo obou postav, je značně rozměrné – zakomponoval i svou „Mandolinatu“. Pro uvedení v Opéra-Comique byla hvězdou paní Galli-Marié (mj. první Carmen) jako Zanetto, zatímco slečna Priola jakožto Silvia se se svým partem poněkud potýkala. Premiéra Kolemjdoucího měla tu zvláštnost, že byla součástí benefičního představení oblíbeného barytonisty Jeana-Baptista Cholleta, přestože v této opeře nehrál, a tedy měla zaručeno hojné obecenstvo, což následně dosvědčily mimořádně vysoké denní tržby.

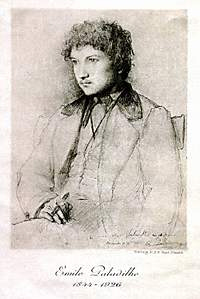
Skladatel Émile Paladilhe

Kritická ocenění se rozcházela. Vyskytly se pochyby, zda lze nedramatické libreto úspěšně převést do operní podoby, která narušuje spád činoherní předlohy; podle operního slovníku Felixe Clémenta a Pierra Larousse si „partitura a libreto navzájem škodily“. Vedle nezkušenosti mladého autora se kritiky vcelku shodovaly na relativním nedostatku melodičnosti a důrazu na orchestrální stránku, včetně složitých harmonických a instrumentačních efektů, které připomínaly dílo Richarda Wagnera, o něž se v soudobé francouzské hudební kritice vedly velké spory, které se odrazily i v hodnocení Kolemjdoucího.

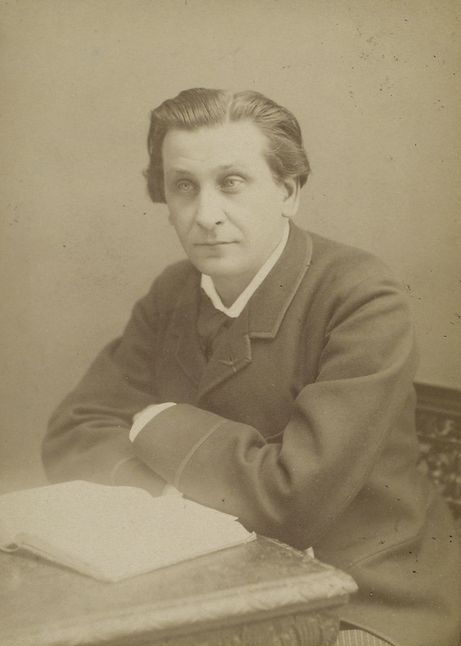
Libretista Françoise Coppée

Názory jedné ze stran vyjadřoval například Albert de Lasalle v časopise Le Monde illustré „Pan Paladilhe byl autorem dobře udělané, a proto i populární písně s názvem „Mandolinata“. […] Proto pan Paladilhe nemeškal a vložil svou „Mandolinatu“ do partitury a nechal ji zpívat paní Galli-Marié. Dobře tak. Ale učiniv tak, skladatel shledal, že pro potěšení publika už udělal dost, a jako by se za tento melodický záblesk trochu styděl, začal míchat noty dohromady, aby dosáhl oněch mlžných odstínů, které připomínají současně nejhorší stránky pana Gounoda a nejlepší pana Wagnera […] v celé partituře Kolemjdoucího nenalézám nic pozoruhodného až na instrumentální úvod a sbor ze zákulisí“. Totožně se vyjadřoval Clémentův a Laroussův operní slovník: „Skladatel nenalezl jedinou svěží melodii; jeho kompoziční postupy, byť pracné a úctyhodné, nedosáhly žádného znatelného účinku na publikum, nanejvýše celkového dojmu nudy a vzdoru proti skladatelově budoucnosti. Povšimli jsme si pěkného preludia a sboru bez doprovodu.“ V deníku Le Figaro kritizoval Bénoît Jouvin hudbu opery jako „vágní ve výrazu a vyumělkovanou ve formě“, příliš hutnou orchestraci a harmonické šoky, a kladl Paladilhovi na srdce, aby dbal na rozdíl mezi komorní hudbou a hudbou pro divadlo. Naoko pozitivně reagoval Paul Bernard v Revue et Gazette musicale de Paris, který kaceřoval wagneriánské tendence mezi francouzskými skladateli. „Například vy, pane Paladilhe, jste mlád, plný mízy a zdáte se mi být melodikem. Jste rovněž vzdělaný, důmyslný v detailech, zdatný v orchestrální vědě. Proč nenechat mluvit Vaše srdce, jež musí být plné krás, a proč se dusit pod hromadou systematických výzkumů, které mohou sloužit za zdroj jen nemohoucnosti?“

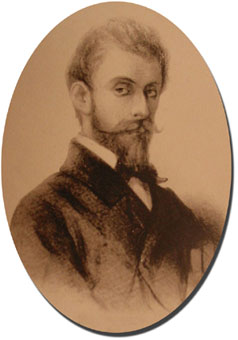
Skladatel Ernest Reyer jako jeden z mála operu Kolemjdoucí vysoce oceňoval

Henri Moreno v hudebním týdeníku Le Ménéstrel naopak shledával v díle „pozoruhodné kvality“. „I když v této malé partituře orchestrální detaily překypují a příliš zastiňují melodii, svědčí na druhé straně o nevšedním umu a zbarvení.“ Moreno nejvíce oceňoval závěrečný duet, který podle něj „zůstane hlavní stránkou této malé partitury pana Paladilhe, která mu ukazuje cestu, po níž se má dát.“ Recenzent deníku La Presse tvrdil, že Kolemjdoucí „získal ovace lidí s vkusem. Tato malá partitura, svěží, elegantní a jemná, snad trochu vyumělkovaná, místy originální, možná nedosáhla hlučného úspěchu, přesto byla poslouchána s potěšením.“ Jednoznačné zastání nalezl Kolemjdoucí u skladatele Ernesta Reyera v deníku Journal des débats, který však současně vyjadřoval skepsi nad reakcí publika „Toto dílko je vskutku kouzelné a má vynikající poetický cit. […] Přeji lepší osud dílu pana Paladilhe [než měl Le Chanteur florentin Julese Duprata], které je velmi jemně instrumentováno a plné důvtipných detailů. Cítíme v něm obratnou ruku skladatele, pro něhož hudební věda již nemá žádná tajemství a který má respekt před svým dílem, což už něco je, ujišťuji vás. Jenže mluvíme o divadle, ve kterém poezie dobře cítí, že tu není doma, takže možná že Kolemjdoucí jen projde kolem.“
Reyer se domníval správně. Obecenstvo si při premiéře sice vynutilo opakování „Mandolinaty“, jinak však nechalo tuto operu prakticky bez povšimnutí. I oceňovaný závěrečný duet publikum podle recenzentů sledovalo „roztržitým uchem“. Kolemjdoucí byl po třech představeních navždy odložen, otevřel však Paladilhovi příležitost k tomu, aby v Opéra-Comique uplatnil v následujících letech svá další, již rozměrnější díla (Africká láska, Suzanne a Diana).
Mnohem později, roku 1907, uvedlo tuto operu pod názvem Im Vorübergehen divadlo v německém Výmaru, ve dvojici s operou Charlese Gounoda Philémon et Baucis. 
Totéž téma zpracoval později italský skladatel Pietro Mascagni; jeho opera Zanetto měla premiéru roku 1896 v Pesaru.

## Osoby a první obsazení
| osoba          | hlasový obor                  | světová premiéra (24. 4. 1872)                                 |
| -------------- | ----------------------------- | -------------------------------------------------------------- |
| Zanetto        | mezzosoprán (kalhotková role) | Galli-Marié (vl. jm. Marie-Céléstine-Laurence Marié de l'Isle) |
| Silvia         | soprán                        | Priola (vl. jm. Marguerite-Marie-Sophie Pillart)               |
| Sbor za scénou |                               |                                                                |

## Děj opery
(Noční krajina poblíž Florencie zalitá měsíčním světlem, s elegantním domem Silvie s terasou)

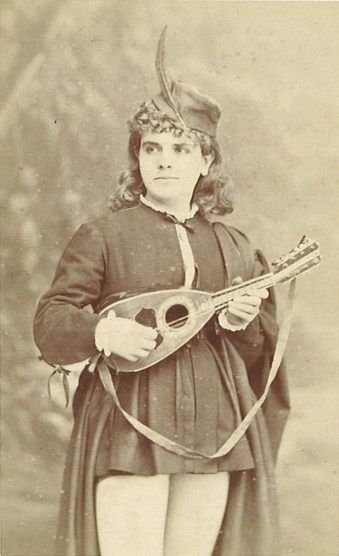
Célestine Galli-Marié jako Zanetto v Kolemjdoucím

Zpovzdálí zaznívá píseň opozdilých pijáků (předehra a č. 1 sbor za scénou La la la… Buvons, buvouns, la coupe est pleine). Obdivovaná florentská kurtizána Silivia v negližé vystupuje na terasu. Proklíná lásku, kterou nikdy nepoznala, i když se jí dvořilo nesčetně mužů. Je život bez lásky vůbec životem, je její srdce mrtvé, jsou její slzy vyschlé navždy? (č. 2 recitativ a árie Silvie Que l'amour soit maudit… Vivre sans amour, est-ce vivre?)
Ozvou se zvuky hry na mandolínu a hlas, který zpívá lyrickou píseň (č. 3 „mandolinata“ – píseň Zanetta Mignone bien aimée). Brzy se objeví v dohledu mladík; je to potulný zpěvák Zanetto a doufá, že ve Florencii nalezne štědré posluchače. Dnešní noc bude muset strávit pod hvězdami. Silivia ho sleduje z terasy a po dlouhém váhání ho osloví a nabídne mu večeři a nocleh. Zanetto je jejím zjevem očarován; představuje se jí a vypočítává své dovednosti, i když přiznává, že se stravou je na tom občas bídně (č. 4 rondo Zanetta Pourtant, pourtant, je suis un être peu pratique… Quand loin des palais des hommes). Míří sice do Florencie, ale jeho cesty nemají pevného směru a cíle; je tulák a řídí se svým rozmarem.
Silvia se ho vyptává, zda nemá touhu se usadit a zamilovat, ale to Zanetto popírá. Avšak vypráví jí, že je sirotek a že v rozhovoru s ní začal nezřetelně snít o domově a sesterské duši (č. 4 bis melodram). Když vidí její krásu a dobrotu, pocítil touhu odevzdat se jí a stát se jejím ptáčkem v kleci – nebo praktičtěji jejím štolbou nebo pážetem. Ale to Silvia odmítá, protože nechce naivního mladíka korumpovat (č. 5 arioso Zanetta Entre vos mains je m'abandonne).
Zanetto se tedy loučí a zmiňuje, že zítra se hodlá pokusit o štěstí u proslulé libertinky Silvie, která pořádá časté slavnosti a jistě bude mít pro zpěváka uplatnění. Silvia je zasažena myšlenkou, že mladík míří za ní a neví o tom. Chvíli by si přála si ho podržet, ale pak se vzpamatuje a s nejvyšší naléhavostí Zanetta zapřísahá, aby se té ženě vyhnul a nenechal si svou čistou duší pošpinit zkaženým světem. Zanetto je překvapen, ale slibuje uposlechnout a chystá se pokračovat ve své cestě. Ptá se jí na poslední radu, kudy se vydat. Silvia ho po vnitřním boji posílá na cestu vedoucí od města pryč. Dávají si sbohem, Zanetto odchází se svou písní a Silvia pláče, ale zároveň je šťastna, protože cítí, že její srdce není tak zplanělé, jak si myslela (č. 6 duet Adieu donc, adieu… Vous connaissez la Silvie… Un mot encore).